# Вагон
Вагон (у стручној употреби: кола)је железничко вучено возило без свог погона, намењено превозу путника и робе (терета), а вуку их локомотиве (вучна возила).
Према основној подели вагони се деле на:
- путничке вагоне - намењени су превозу путника
- теретне вагоне - намењени су превозу робе (терета)
- вагони за посебне намене - нпр. вагони за грејање
- вагони за потребе железнице - намењени су испитивању пруга, изградњу пруга итд.